# Vitalis de Bernay
Vitalis de Bernay también Vital de Creully (m. 19 de junio de 1085) fue un teólogo cristiano anglonormando. Monje de Fécamp (1088-1117) y amigo del abad Juan de Fécamp. Posiblemente hijo de Thorstein le Goz, y hermano de Richard de Creully, Turstin de Creully y de Osberne, su sucesor en la abadía de Bernay. Llegó a ser prior de San Gabriel. Accedió a la abadía de Bernay hacia 1066, y permaneció allí hasta 1076. Como abad de Saint-Évroult fue responsable del entierro del abad Osberne en el claustro conventual de la misma, junto a la iglesia de San Pedro Apóstol el Mayor. Tras deponer al abad Godofredo de Westminster, Guillermo I de Inglaterra consultó con Lanfranco de Canterbury y a sus nobles de confianza y llamó a Vital como futuro abad de la Abadía de Westminster, de quien había oído hablar como un hombre sabio y prudente. Vitalis había convertido la abadía de Bernay, de un lugar pequeño y con dificultades, en una abadía floreciente, y durante nueve años sin incidentes empleó su talento. Vitalis ocuparía el cargo hasta su muerte. Le sucedió Gilberto Crispin.